# 日産プリンス福島販売
日産プリンス福島販売株式会社（にっさんぷりんすふくしまはんばい）は、福島県福島市に本社を置く日産自動車の販売会社である。

## 概要
福島県内全域を販売エリアとする日産ディーラーであり、過去に日産チェリー福島販売を吸収している。県内の日産ディーラーにおいては唯一の日産自動車の連結販売会社である。以前はルノーの販売も手がけていたが、現在は撤退している。

## 事業所
新車店舗
- 本社・福島店・福島法人営業室 - 福島市荒町4-30
- 福島鎌田店 - 福島市丸子字広町10-1
- Pフォーラム23 - 福島市北中央1丁目28-2
- あだたら23 - 安達郡大玉村大山字中江333
- 郡山店 - 郡山市安積町笹川字蛇石45-1
- 郡山文化通り店 - 郡山市鶴見坦2-14-19
- 郡山インター店 - 郡山市富田町字久根下7-7
- 須賀川店 - 須賀川市大黒町4-1
- 白河店 - 白河市萱根字西ノ内123-1
- 会津店 - 会津若松市町北町大字藤室字横道1-1
- SOUMAX23 - 相馬市沖ノ内1丁目8-1
- 原町店 - 南相馬市原町区高見町1丁目157
- いわき店 - いわき市平字正内町86
- いわきニュータウン店 - いわき市鹿島町下矢田字入下22-2
- いわき南店・いわき法人営業室 - いわき市泉町下川字八合4-1

中古車店舗
- オートピア本内 - 福島市本内字南街道下27-1
- ユー.comあさか - 郡山市安積町笹川字蛇石45-1（郡山店に隣接）
- オートピア会津 - 会津若松市町北町大字藤室字横道1-1（会津店に隣接）
- Pフィールド23 - 南相馬市原町区桜井町2丁目58
- Pステージ23 - いわき市平中神谷字瀬戸115-2

整備専門拠点
- いわき車検センター - いわき市平下神谷字下川原1−62

子会社
- 株式会社プリンステクノ福島 - 郡山市安積町笹川字蛇石83

閉店した店舗
- ルノー信夫が丘
- 福島南店
- Pクラブ23（中古車店舗）
- オートピア亀田
- 富岡店 - 双葉郡富岡町大字本岡字新夜ノ森179（東日本大震災による福島第一原子力発電所事故に伴う帰還困難区域指定のため）

## 福島県内の他日産販売店
- 福島日産自動車